# Сынтас (Восточно-Казахстанская область)
Сынтас (каз. Сынтас, до 1990 г. — Свободное) — упразднённое село в Восточно-Казахстанской области Казахстана. Входило в состав городской администрации Семея. Входило в состав Знаменского сельского округа. Исключено из учётных данных в 2017 г. Код КАТО — 632851400.

## Население
В 1999 году население села составляло 41 человек (21 мужчина и 20 женщин). По данным переписи 2009 года, в селе проживало 40 человек (23 мужчины и 17 женщин).